# Ropica varicolor
Ropica varicolor är en skalbaggsart som beskrevs av Stefan von Breuning 1939. Ropica varicolor ingår i släktet Ropica och familjen långhorningar.
Artens utbredningsområde är Filippinerna. Inga underarter finns listade i Catalogue of Life.